# Pauri
Pauri (Hindi पौड़ी) ist eine Kleinstadt im indischen Bundesstaat Uttarakhand.
Die Stadt ist Hauptstadt des Distrikts Pauri Garhwal. Pauri hat den Status einer Nagar Palika Parishad. Die Stadt ist in 11 Wards gegliedert. Sie hatte am Stichtag der Volkszählung 2011 insgesamt 25.440 Einwohner, von denen 13.090 Männer und 12.350 Frauen waren. Hindus bilden mit einem Anteil von ca. 91 % die größte Gruppe der Bevölkerung in der Stadt gefolgt von Muslimen mit ca. 7 %. Die Alphabetisierungsrate lag 2011 bei 78,82 %.
Die Region hat ein gemäßigtes Klima, das das ganze Jahr über moderat bleibt. Das Klima in Pauri ist im Winter sehr kalt und in der Region fällt in den Monaten Januar oder Februar Schnee.